# Salem (Massachusetts)
Salem város az USA Massachusetts államában, Essex megyében, melynek megyeszékhelye is. Lakosainak száma 44 480 fő (2020. április 1.). Ezen településen kerültek megrendezésre a hírhedt A salemi boszorkányperek a 17. század végén.

## Népesség
A település népességének változása:
| Lakosok száma | 40 407 | 41 340 | 44 480 |
|               | 2000   | 2010   | 2020   |